# Sung Yu-chi
Sung Yu-chi (chinesisch 宋玉麒, Pinyin Sòng Yùqí, * 16. Januar 1982 in Shulin, Neu-Taipeh) ist ein ehemaliger taiwanischer Taekwondoin. Im Feder- und Leichtgewicht gewann er unter anderem 2007 einen Weltmeistertitel und 2008 eine olympische Bronzemedaille.
Sung feierte seinen ersten internationalen Erfolg bei der Juniorenweltmeisterschaft 1998 in Istanbul, wo er in der Klasse bis 63 Kilogramm den Titel gewinnen konnte. Im Erwachsenenbereich debütierte er bei der Weltmeisterschaft 2001 in Jeju-si, schied jedoch frühzeitig aus. Der Durchbruch in die internationale Spitze gelang Sung im folgenden Jahr 2002. In der Klasse bis 67 Kilogramm konnte er bei der Asienmeisterschaft in Amman und den Asienspielen in Busan jeweils ins Finale einziehen und Silber erkämpfen. Weitere Erfolge blieben in den folgenden Jahren zunächst aus. Erst bei der Weltmeisterschaft 2007 in Peking fand Sung in die Erfolgsspur zurück. In der Klasse bis 72 Kilogramm schlug er nach drei Auftaktsiegen im Halbfinale Tommy Mollet und im Finale Nesar Ahmad Bahave und feierte mit dem Weltmeistertitel seine einzige Goldmedaille bei großen Meisterschaften. Im folgenden Jahr startete Sung bei den Olympischen Spielen 2008 in Peking. In der Klasse bis 68 Kilogramm siegte er im olympischen Turnier nach einem Auftakterfolg im Viertelfinale gegen Dmitri Kim, unterlag im Halbfinale dem späteren Olympiasieger Son Tae-jin, gewann aber schließlich durch einen Sieg im kleinen Finale gegen Daniel Manz die Bronzemedaille. Nach den Spielen beendete er seine aktive Karriere.